# Calculul consensului
Calculul consensului (în engleză The Calculus of Consent), cu subtitilul Logical Foundations of Constitutional Democracy (Fundamentele logice ale democrației constituționale), de James M. Buchanan și Gordon Tullock, este considerată una dintre lucrările clasice care au fondat disicplina numită “teoria alegerii publice.”
După cum afirmă autorii înșiși cartea “tratează organizarea politică a unei societăți de oameni liberi”, însă perspectiva din care se realizează cercetarea este de natură economică: “Metodologia, aparatul conceptual și tehnica analitică sunt derivate în principal din știința care are ca obiect organizarea economică a unei astfel de societăți.”
Pe scurt, metoda de analiză folosită de autori este descrisă de expresia “individualism metodologic”. Din perspectivă economică toate problemele organizării politice se reduc la confruntarea individului cu alternative și alegerea dintre ele (“încercăm să analizăm calculul individului rațional atunci când el este confruntat cu probleme ale opțiunii constituționale”4), astfel scopul C.C. este să demonstreze că logica opțiunii pentru un individ rațional este acea de a considera ca fiind necesară existența unui set de reguli fundamentale, constituționale.  
Autorii se apleacă asupra sistemelor tradiționale de votare, asupra criteriului majorității și asupra criteriului unanimității. Autorii ajung la concluzia că nici un sistem nu este perfect:
- un sistem bazat pe criteriul majorității simple implică atăt costuri externe, cât și costuri de decizie
- un sistem bazat pe criteriul unanimității nu are costuri externe, dar prezintă destul de mult costuri de decizie

Ei conchid că deciziile cu un cost extern potențial necesită criteriul unanimității au cel puțin al supermajorității.
Lucrarea descrie principiile de bază ale teoriei alegerii publice. Spre deosebire de mulți autori, Buchanan și Tullock consideră că interesul public este rezultatul agregării intereselor private ale indivizilor dintr-o societate.
Buchanan și Tullock arată că, în teoriile politice clasice, ”interesul public” pare a fi ceva cu care pot fi abordate toate tipurile de electorat, dar de fapt se ignoră faptul că relevanța criteriului ”interesului public” este diferită pentru indivizi diferiți.